# Евгеосинкліналь
Евгеосинкліна́ль — внутрішня, найбільш рухлива і насичена продуктами магматизму частина геосинклінальної системи, на відміну від зовнішніх, менш рухливих міогеосинклінальних зон (див. міогеосинкліналь), що примикають до платформ. Виділена німецьким геологом Гансом Штілле (1940).
Евгеосинкліналь звичайно довгасті у вигляді лінійних зон і тягнуться на сотні і тисячі км. Нижні частини їх стратиграфічного розрізу складені, як правило, офіолітами, верхні — уламковими товщами ґрауваккового складу, флішем, рифогенними вапняками, що асоціюють з вулканічними породами андезитового складу. Розвиток евгеосинкліналей завершується утворенням складчастих зон з континентальною корою. 
До евгеосинкліналей приурочені важливі корисні копалини: руди платини, хрому, заліза, міді, поліметалів, азбест.